# Jimmie V. Adams

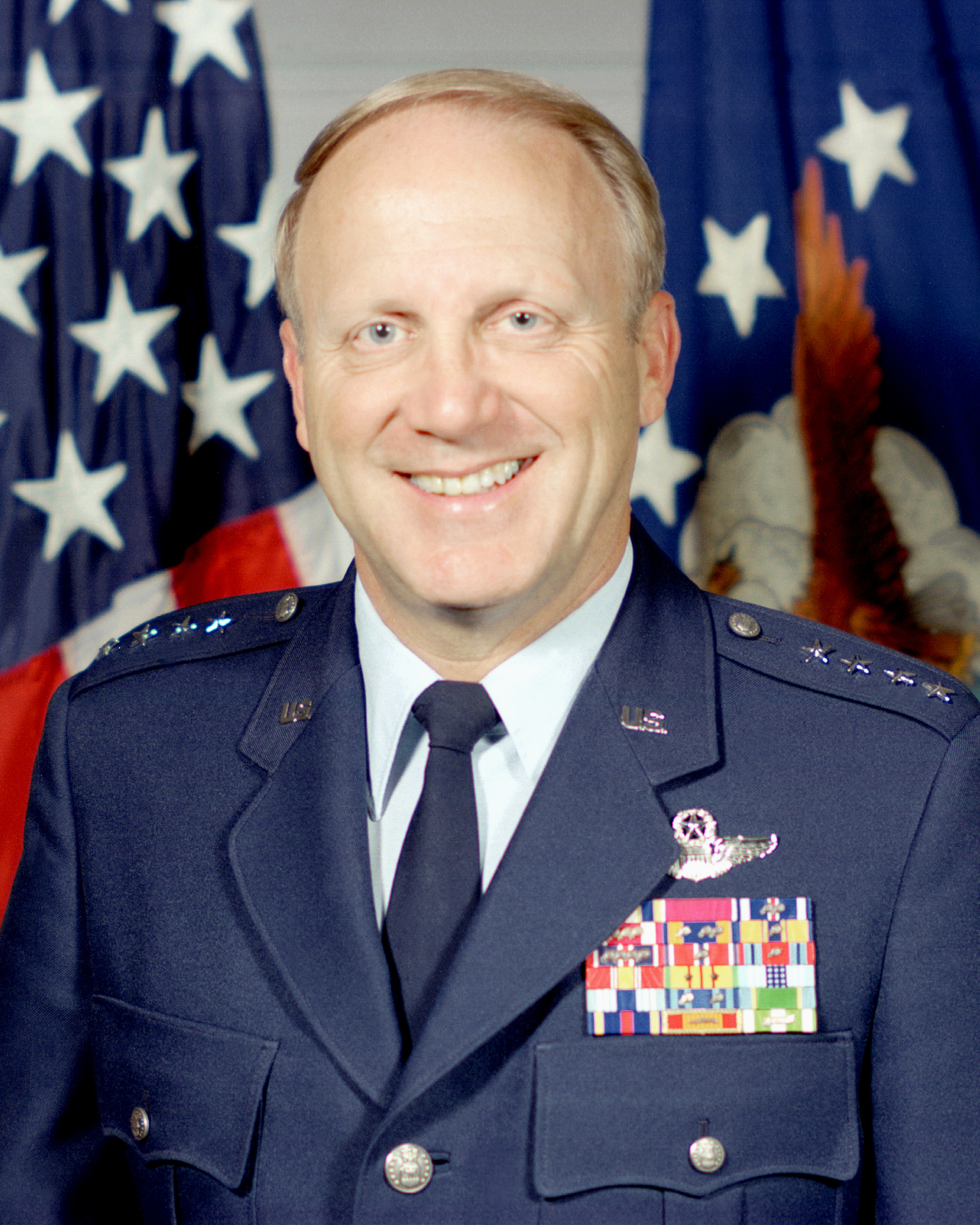
General Jimmie V. Adams (1990)

Jimmie Vick Adams (* 1. Mai 1936 in Prichard, Alabama) ist ein ehemaliger US-amerikanischer General der US Air Force, der zuletzt von 1991 bis 1993 Oberkommandierender der US-Luftstreitkräfte im Pazifikraum PACAF (Pacific Air Forces) war.

## Leben

### Ausbildung zum Luftwaffenoffizier
Adams absolvierte nach dem Schulbesuch ein Maschinenbaustudium an der Auburn University, das er 1957 mit einem Bachelor of Arts (B.A. Mechanical Engineering) abschloss. Im Rahmen des Reserveoffiziersprogramms (Reserve Officer Training Corps Program) trat er im Januar 1958 in die US Air Force ein und absolvierte seine Pilotenausbildung auf dem Militärflugplatz Webb Air Force Base. Im Anschluss fand er bis Januar 1962 Verwendung als Pilot beim 437. Abfangjägergeschwader (437th Fighter Interceptor Squadron) auf dem Luftwaffenstützpunkt Oxnard Air Force Base. Ein postgraduales Studium im Fach Maschinenbau an der University of Texas beendete er 1963 mit einem Master of Arts (M.A. Mechanical Engineering) und war im Anschluss von August 1963 bis Mai 1966 als Ingenieur und Testpilot bei der Luftwaffenversuchsanstalt (Air Force Weapons Laboratory) auf dem Stützpunkt Kirtland Air Force Base eingesetzt und schloss in dieser Zeit 1964 auch die Squadron Officer School (SOS) ab.
Im Mai 1966 ging Adams nach Großbritannien, wo er auf dem Stützpunkt RAF Woodbridge als Kommandant eines McDonnell F-4 „Phantom“-Kampfflugzeuges, Waffensystemausbilder und Fliegerischer Kommandeur bei der 78. Taktischen Kampfstaffel (78th Tactical Fighter Squadron) diente. Im August 1969 wechselte er zur Ubon Royal Thai Air Force Base nach Thailand und war dort zunächst Kommandant einer McDonnell F-4 „Phantom“ bei der 25. Taktischen Kampfstaffel (25th Tactical Fighter Squadron) sowie zuletzt Chefoffizier für Taktik beim 8. Taktischen Kampfgeschwader (8th Tactical Fighter Wing). Danach war er von August 1970 bis Juni 1973 Mitglied des Reserveoffiziersprogramms (Reserve Officer Training Corps Program) an der Auburn University, seiner Alma Mater und wurde im Anschluss als Beschaffungsoffizier zum Hauptquartier des Taktischen Luftwaffenkommandos TAC (Tactical Air Command) auf den Stützpunkt Langley Air Force Base versetzt.

### Aufstieg zum General
Im Juni 1975 wurde Adams Kommandeur der 336. Taktischen Kampfstaffel (336th Tactical Fighter Squadron) auf der Seymour Johnson Air Force Base und war zuletzt Sonderassistent des stellvertretenden Kommandeurs für Operationen des ebenfalls auf diesem Luftwaffenstützpunkt stationierten 4. Taktischen Kampfgeschwaders (4th Tactical Fighter Wing). Nach dem Abschluss des Industrial College of the Armed Forces (ICAF) im Juli 1978 wurde er zunächst stellvertretender Leiter und später Leiter der Abteilung für taktische Beschaffungen im Hauptquartier der US Air Force in Washington, D.C., ehe er im November 1979 zum Hauptquartier des Taktischen Luftwaffenkommandos TAC zurückkehrte und dort Assistent des stellvertretenden Chef des Stabes für Beschaffungen wurde. Danach wurde er im März 1981 Kommandeur des 23. Taktischen Kampfgeschwaders (23rd Tactical Fighter Wing) auf dem Stützpunkt England Air Force Base und daraufhin im April 1983 Stellvertreter Leiter für Operationen und Ausbildung in der Stabsabteilung Planung und Operationen im Hauptquartier der US Air Force, ehe er dort zwischen Februar 1984 und August 1985 Sonderassistent für taktische Modernisierung, Forschung, Entwicklung und Anschaffung war.
Adams übernahm im August 1985 den Posten als stellvertretender Chef des Stabes für Beschaffung im Hauptquartier des Taktischen Luftwaffenkommandos TAC sowie im Juli 1987 nach dem Besuch eines Generalstabslehrgangs für Kriegsführung als Kommandeur der 1. US-Luftflotte (First Air Force) auf der Langley Air Force Base. Im Juli 1987 wurde er in Personalunion stellvertretender Kommandeur des Taktischen Luftwaffenkommandos TAC und stellvertretender Oberkommandierender der US-Luftstreitkräfte im Atlantikraum (US Air Forces Atlantic) und übernahm danach im März 1989 den Posten als stellvertretender Chef des Luftwaffenstabes für Planung und Operationen.
Zuletzt wurde Adams nach seiner Beförderung zum General am 13. Februar 1991 Oberkommandierender der US-Luftstreitkräfte im Pazifikraum CINCPACAF (Pacific Air Forces) auf dem Luftwaffenstützpunkt Hickam Air Force Base auf Hawaii. Als solcher war er verantwortlich für die Aktivitäten der US-Luftwaffe im Pazifikraum mit mehr als 51.000 Soldaten und zwölf Hauptstützpunkten, insbesondere in Hawaii, Alaska, Südkorea, Japan, Philippinen und Guam. Den Posten als CINCPACAF bekleidete er bis zu seinem Eintritt in den Ruhestand am 1. Februar 1993.
Adams flog als Pilot von Flugzeugen wie Fairchild-Republic A-10 Thunderbolt II, McDonnell F-4 „Phantom“, McDonnell Douglas F-15 „Strike Eagle“, North American F-86 „Sabre“, Northrop F-89 „Scorpion“, North American F-100 „Super Sabre“, McDonnell F-101 „Voodoo“ sowie Lockheed F-104 „Starfighter“ mehr als 3.800 Flugstunden und nahm an 141 Kampfeinsätzen teil. Er wurde mehrfach ausgezeichnet. Ihm wurde unter anderem die Air Force Distinguished Service Medal, der Legion of Merit, das Distinguished Flying Cross mit zwei Eichenlaubzweigen, die Meritorious Service Medal mit drei Eichenlaubzweigen, die Air Medal mit sieben Eichenlaubzweigen sowie die Air Force Commendation Medal mit Eichenlaubzweig verliehen.